# 1953 في مصر
فيما يلي قوائم الأحداث التي وقعت خلال عام 1953 في مصر.

## سياسة

### تعيين في المنصب
- 18 يونيو – محمد نجيب رئيس مصر.

## أفلام
من الأفلام التي صدرت هذه السنة في مصر:
- 1 يناير – أقوى من الحب من إخراج عز الدين ذو الفقار.
- 1 يناير – أنا وحبيبي من إخراج كامل التلمساني.
- 1 يناير – أنا وحدي من إخراج هنري بركات.
- 1 يناير – الحموات الفاتنات من إخراج حلمي رفلة.
- 1 يناير – بلال مؤذن الرسول
- 1 يناير – بنت الأكابر من إخراج أنور وجدي.
- 1 يناير – تاجر الفضائح من إخراج حسن الإمام.
- 1 يناير – حكم الزمان من إخراج هنري بركات.
- 1 يناير – دهب من إخراج أنور وجدي.
- 1 يناير – عائشة
- 1 يناير – عبيد المال من إخراج فطين عبد الوهاب.
- 1 يناير – غلطة العمر من إخراج محمود ذو الفقار.
- 1 يناير – لحن حبي من إخراج أحمد بدرخان.
- 1 يناير – موعد مع الحياة من إخراج عز الدين ذو الفقار.
- 23 فبراير – ريا وسكينة من إخراج صلاح أبو سيف.
- 12 مارس – في شرع مين من إخراج حسن الإمام.
- 23 مارس – قلبي على ولدي من إخراج هنري بركات.
- 8 يونيو – حب في الظلام من إخراج حسن الإمام.
- 11 يونيو – غرام بثينة
- 6 يوليو – كلمة الحق من إخراج فطين عبد الوهاب.
- 17 أغسطس – بائعة الخبز من إخراج حسن الإمام.

## مواليد

### يناير
- 1 يناير – أحمد عمر عبد الرحمن
- 1 يناير – حسام بدراوي
- 1 يناير – خالد عثمان صحفي فرنسي.
- 1 يناير – شارلي حميدو لاعب كرة قدم مصري.
- 1 يناير – كريستين صالح
- 1 يناير – محمد الظواهري
- 22 يناير – أنيسة حسون

### مارس
- 12 مارس – سعاد نصر ممثلة مصرية.

### أبريل
- 10 أبريل – محمد إبراهيم مصطفى سياسي مصري.
- 26 أبريل – فيفي عبده ممثلة مصرية.

### مايو
- 11 مايو – محمود إبراهيم حجازي قائد عسكري مصري.

### أغسطس
- 14 أغسطس – هاني أبو ريدة لاعب كرة قدم مصري.

### سبتمبر
- 16 سبتمبر – ثابت البطل لاعب كرة قدم مصري.

### نوفمبر
- 26 نوفمبر – بوسي ممثلة مصرية.

## وفيات

### فبراير
- 3 فبراير – يوسف إبراهيم (مواليد 1877) طبيب أطفال مصري ألماني.

### مارس
- 27 مارس – إبراهيم ناجي (مواليد 1898) شاعر مصري.

### يونيو
- 15 يونيو – محمد لطفي جمعة (مواليد 1886) كاتب مصري.